# Ozan Güven
Ozan Güven (* 19. května 1975 Norimberk, Německo) je turecký filmový a divadelní herec.
Studoval herectví na konzervatoři v Izmiru a moderní tanec na Univerzitě Mimara Sinana v Istanbulu. První profesionální zkušenosti získával jako člen známého divadelního studia Şahiky Tekand (Şahika Tekand Studio Oyunculari). 
Na studia si musel vydělávat sám, své životní zkušenosti z té doby charakterizuje jako dobrou přípravu pro pozdější profesi. Je známý svou všestranností, bystrým pohotovým hereckým intelektem a schopností přesvědčivě zachytit psychologii postavy i na malé ploše. Nebojí se kontroverzních rolí ani experimentálních projektů, ale odmítne nabídku, pokud ho nezaujme scénář. Nevystupuje v televizních show, interview dává jen málokdy. O sobě říká: Hraní mě moc těší, vítám každou hereckou zkušenost. Jsem především komik. 
Od roku 1998 vytvořil dlouhou řadu rolí v nejrůznějších žánrech, od satiry až po krimithriller a psychologické drama. Podílel se na projektech, které se staly významným mezníkem turecké kinematografie (Balalayka režiséra Ali Özgentürka, Dokuz (9) režiséra Ümita Ünala), i na filmech divácky a komerčně nejúspěšnějších nejen v Turecku, ale i v zahraničí (Německo). Na většině z nich spolupracoval se svým přítelem, komikem Cemem Yilmazem (satirické sci-fi komedie G.O.R.A. a A.R.O.G. a westernová parodie Yahşi Bati ).
Významnou roli získal v historickém televizním seriálu Muhteşem Yüzyıl Velkolepé století, kde ztvárnil postavu velkovezíra Rüstema Paši. Güvenva interpretace zde podle kritiky daleko přesáhla žánrový rámec seriálu a vytvořila jednu z psychologicky nejzajímavějších postav, hodnou rozměrů velkého klasického dramatu. 
Z manželství s režisérkou Türkan Derya má syna.

## Filmografie
- 2000 Yıldız Tepe (televizní film)
- 2000 Balalayka, role: Mehmet
- 2002 Dokuz (9), role: Kaya
- 2004 G.O.R.A, role: Robot 216
- 2004 Anlat İstanbul
- 2004 Yazı Tura
- 2008 A.R.O.G. , role: Taşo
- 2010 Anneannem
- 2010 Yahşi Batı, role: Lemi Galip
- 2010 Ejder Kapanı, role: Remzi
- 2014 Pek Yakında, role: Boğaç Boray
- 2015 Annemin Yarası, role: Borislav Milić

## Televizní seriály
- 1998 Çiçeği Büyütmek
- 1998 İkinci Bahar, role: Ulaş
- 2001 Dünya Varmış, role: Çetin
- 2002 Koçum Benim, role: Umut
- 2002 Aslı ile Kerem, role: Kerem
- 2002 Havada Bulut, role: Necip
- 2002 Bana Abi De, role: Yiğit
- 2003 Bir İstanbul Masalı, role: Demir Arhan
- 2005 Hırsız Polis, role: Kibar Necmi
- 2009 Canım Ailem, role: Ali
- 2012 Koyu Kırmızı, role: Cemil Şenel
- 2012-2014 Muhteşem Yüzyıl Velkolepé století, role: Damat Rüstem Paşa

## Ocenění
- 2000: Nejtalentovanější mladý herec, za roli Mehmeta ve filmu Balalayka. Cena SİYAD (Asociace filmových kritiků) [8]
- 2003: Zvláštní cena poroty, udělena ÇASOD (Hereckou asociací pro současnou kinematografii) za spolupráci na filmu Dokuz. Oceněn spolu s dalšími herci Serrou Yılmazem, Cezmi Baskınem, Alim Poyrazoğlu, Fikretem Kuşkanem, Rafou Radomisli a Esinem Pervane. [9]